# Karl Würbs

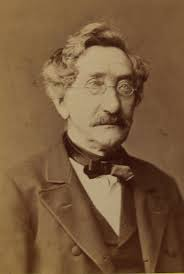
Karl Würbs

Karl Würbs, eigentlich Carl Würbs, (* 11. August 1807 in Prag; † 6. Juli 1876 ebenda) war ein böhmischer Maler.
Karl Würbs war der Sohn eines Bürstenbinders und ging anfangs bei seinem Vater in die Lehre. Er hatte jedoch großes Interesse und Talent am Zeichnen und konnte deswegen ab 1823 an der Prager Kunstakademie unter der Leitung Berglers studieren. Hier wandte er sich vor allem der Landschafts- und Architekturmalerei zu.
Später wurde Würbs dann Professor an der Prager Akademie und Inspektor der Gemäldegalerie der Gesellschaft patriotischer Kunstfreunde in Böhmen.